# Ablutievat
Een ablutievat (van het Latijn ablutio = afwassing) behoort tot de altaarbenodigdheden in een katholieke kerk en is een liturgisch gebruiksvoorwerp voor de ablutie (vingerwassing) na de communie.

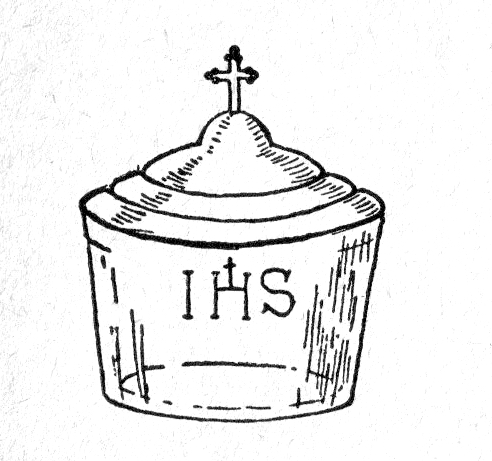
Tekening van een ablutievat

Wanneer de priester of diaken, de hostie heeft aangeraakt, kleven er wellicht nog deeltjes (partikels) aan de vingers. Het ablutievat, gevuld met water, wordt dan gebruikt om de vingertoppen te reinigen. Deze vingerwassing geschiedt normaliter boven een kelk, waarna de inhoud daarvan, indien mogelijk, dient opgedronken te worden. Het gebruik van het ablutievat is dan ook in de Novus Ordo Missae overbodig. In de tridentijnse liturgie wordt het gebruikt bij het uitreiken van de Communie buiten de Mis en bij het vieren van meerdere Missen achter elkaar, wat alleen voorkomt op Allerzielen en Kerstmis.
Een logische plek voor het ablutievat is op het hoogaltaar, maar staat ook vaak wel terzijde het altaar op een laag tafeltje. Het ablutievat heeft steeds een deksel en is vaak van glas.